# Adolf Kosárek

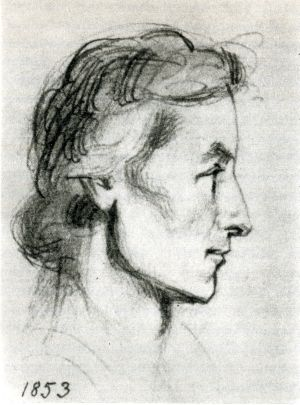
Viktor Barvitius porträtiert Adolf Kosárek

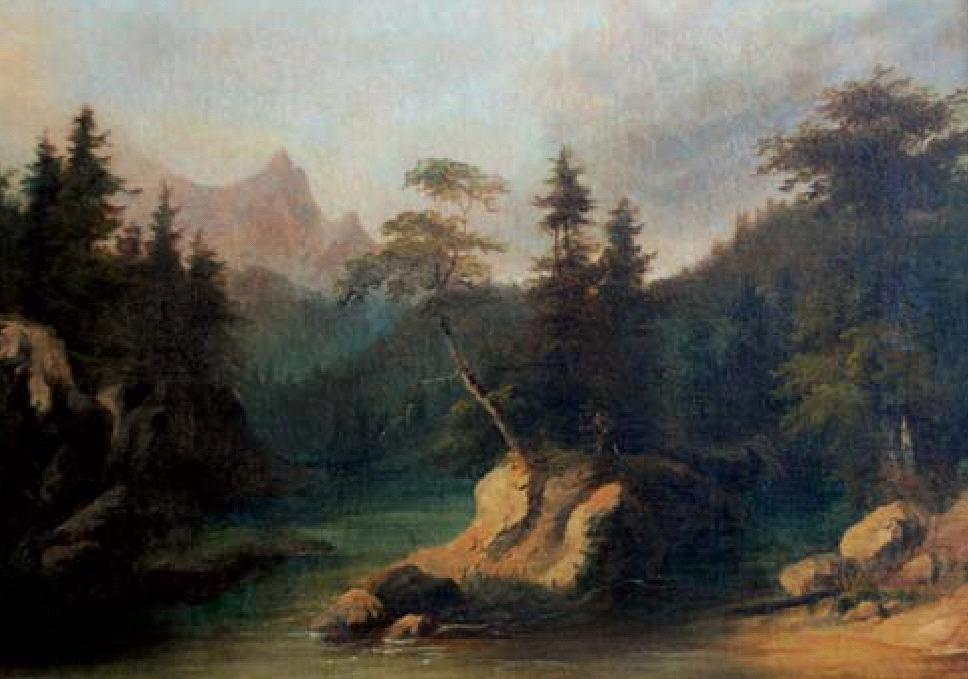
Werk von Adolf Kosárek

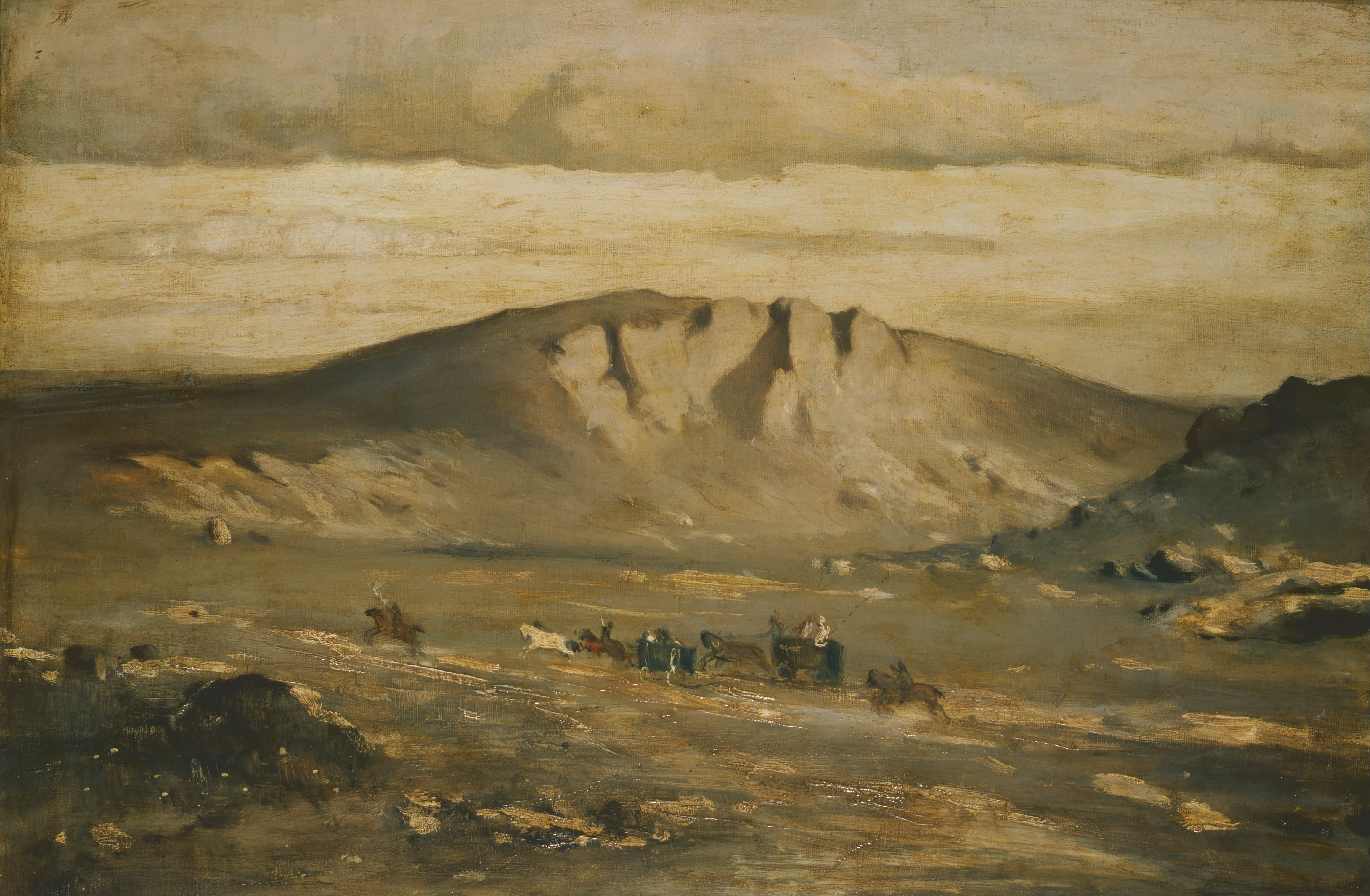
Bauernhochzeit (1858), Nationalgalerie Prag.

Adolf Kosárek (* 6. Januar 1830 in Herálec, Böhmen; † 30. Oktober 1859 in Prag) war ein böhmischer Maler.

## Leben
Kosárek, der nach seiner Schulausbildung zunächst in einem Büro arbeitete, begann schon früh mit der Malerei. Als Friedrich zu Schwarzenberg auf sein Talent aufmerksam wurde, ermöglichte dieser ihm die Aufnahme an der Akademie der Bildenden Künste Prag, einer seiner Lehrer war Max Haushofer. Mit dem ersten durch den Verkauf seiner Werke verdienten Geld unternahm Kosárek Studienreisen, u. a. in die Bayerische Alpen. Er trat insbesondere als Landschaftsmaler in Erscheinung. Er war beeinflusst von der Landschaftsmalerei der Spätromantik. Er starb bereits im Alter von 30 Jahren. Viele seiner Werke sind in der Nationalgalerie Prag (Národní Galerie) in Prag ausgestellt.

## Bekannte Werke (Auszug)
- Böhmische Landschaft, um 1885
- Herbstlandschaft, um 1858/1859
- Landschaft mit Wagen mit weißer Plane, um 1859